# Ataeniobius
Ataeniobius is een monotypisch geslacht van straalvinnige vissen uit de familie van de levendbarende tandkarpers (Goodeidae).

## Soort
- Ataeniobius toweri (Meek, 1904)